# FA Cup 1885-1886
De FA Cup 1885-1886 was de 15de editie van de oudste bekercompetitie van de wereld in het voetbal, de Engelse FA Cup. De FA Cup werd gewonnen door Blackburn Rovers. Het was de derde eindwinst op rij voor de club. Aan het toernooi zouden 130 teams deelnemen, zestien meer dan het vorig seizoen. Zeven ploegen zouden echter nooit een wedstrijd spelen.

## Eerste ronde
| Thuisclub               | Uitslag                                        | Bezoekers            | Datum           |
| ----------------------- | ---------------------------------------------- | -------------------- | --------------- |
| Darlington              | Beide teams gingen door naar de volgende ronde | Walsall Swifts       |                 |
| Darwen                  | 2-2                                            | Derby Junction       | 31 oktober 1885 |
| Dulwich                 | 1-2                                            | South Reading        | 31 oktober 1885 |
| Preston North End       | Walk-over                                      | Great Lever          |                 |
| Stoke                   | 2-2                                            | Crewe Alexandra      | 31 oktober 1885 |
| Barnes                  | 1-7                                            | Lancing Old Boys     | 31 oktober 1885 |
| Royal Engineers         | 1-5                                            | Old Foresters        | 31 oktober 1885 |
| Marlow                  | 3-0                                            | Luton Town           | 31 oktober 1885 |
| Clapham Rovers          | 12-0                                           | 1st Surrey Rifles    | 31 oktober 1885 |
| Queen's Park            | 5-1                                            | Partick Thistle      | 31 oktober 1885 |
| Upton Park              | 4-2                                            | United London Swifts | 24 oktober 1885 |
| Old Etonians            | Walk-over                                      | Bournemouth Rovers   |                 |
| Swifts                  | 7-1                                            | Casuals              | 31 oktober 1885 |
| Rochester               | 6-1                                            | Reading              | 31 oktober 1885 |
| Old Wykehamists         | 5-0                                            | Uxbridge             | 31 oktober 1885 |
| Old Harrovians          | Walk-over                                      | St James             |                 |
| Notts County            | 15-0                                           | Rotherham Town       | 24 oktober 1885 |
| Hendon                  | 0-4                                            | Clapton              | 24 oktober 1885 |
| Nottingham Forest       | 6-2                                            | Mellors              | 31 oktober 1885 |
| Brentwood               | 3-0                                            | Maidenhead           | 31 oktober 1885 |
| Hanover United          | 1-1                                            | Romford              | 31 oktober 1885 |
| Stafford Road           | 7-0                                            | Matlock              | 31 oktober 1885 |
| Blackburn Olympic       | 4-2 gelijke stand                              | Church               | 31 oktober 1885 |
| Astley Bridge           | 3-2                                            | Southport Central    | 31 oktober 1885 |
| Staveley                | 1-1                                            | Mexborough           | 31 oktober 1885 |
| Small Heath Alliance    | 9-2                                            | Burton Wanderers     | 31 oktober 1885 |
| Sheffield Heeley        | 2-1                                            | Eckington Works      | 19 oktober 1885 |
| Bolton Wanderers        | 6-0                                            | Eagley               | 17 oktober 1885 |
| Accrington              | 5-4                                            | Witton               | 17 oktober 1885 |
| Wednesbury Old Athletic | 5-1                                            | Burton Swifts        | 31 oktober 1885 |
| Lockwood Brothers       | 2-2                                            | Notts Rangers        | 31 oktober 1885 |
| Chatham                 | 0-2                                            | Old Carthusians      | 31 oktober 1885 |
| Walsall Town            | 0-5                                            | Aston Villa          | 17 oktober 1885 |
| Clitheroe               | 0-2                                            | Blackburn Rovers     | 24 oktober 1885 |
| Halliwell               | 2-1                                            | Fishwick Ramblers    | 31 oktober 1885 |
| Macclesfield Town       | 4-1                                            | Northwich Victoria   | 31 oktober 1885 |
| Old Westminsters        | 3-1                                            | Hotspur              | 31 oktober 1885 |
| Redcar                  | 3-0                                            | Sunderland           | 24 oktober 1885 |
| Wolverhampton Wanderers | 7-0                                            | Derby St Luke's      | 31 oktober 1885 |
| Rossendale              | 6-2                                            | Clitheroe Low Moor   | 24 oktober 1885 |
| Derby Midland           | 2-1                                            | Birmingham Excelsior | 31 oktober 1885 |
| Davenham                | 2-1                                            | Goldenhill           | 31 oktober 1885 |
| Hurst                   | 2-1 Match void                                 | Bradshaw             | 31 oktober 1885 |
| Long Eaton Rangers      | 2-0                                            | The Wednesday        | 31 oktober 1885 |
| Middlesbrough           | Walk-over                                      | Horncastle           |                 |
| West Bromwich Albion    | 4-1                                            | Aston Unity          | 31 oktober 1885 |
| Padiham                 | Walk-over                                      | Heart of Midlothian  |                 |
| Hartford St John's      | 1-3                                            | Newtown              | 24 oktober 1885 |
| Leek                    | 6-3                                            | Wrexham Olympic      | 31 oktober 1885 |
| Newark                  | 0-3                                            | Sheffield            | 31 oktober 1885 |
| Notts Wanderers         | 2-2                                            | Notts Olympic        | 31 oktober 1885 |
| Derby County            | 3-0                                            | Mitchell St George's | 31 oktober 1885 |
| Old Brightonians        | 2-1                                            | Acton                | 31 oktober 1885 |
| Darwen Old Wanderers    | 11-0                                           | Burnley              | 17 oktober 1885 |
| Rawtenstall             | Walk-over                                      | Rangers              |                 |
| Lincoln City            | 0-2                                            | Grimsby Town         | 31 oktober 1885 |
| Luton Wanderers         | 3-2                                            | Chesham              | 31 oktober 1885 |
| Oswardthistle Rovers    | 3-1                                            | Lower Darwen         | 31 oktober 1885 |
| Stafford Rangers        | 1-4                                            | Druids               | 31 oktober 1885 |
| Higher Walton           | 3-4                                            | South Shore          | 17 oktober 1885 |
| Bollington              | 0-5                                            | Oswestry             | 24 oktober 1885 |
| Burslem Port Vale       | 3-0                                            | Chirk                | 24 oktober 1885 |
| Lincoln Lindum          | 4-0                                            | Grimsby District     | 17 oktober 1885 |
| Third Lanark            | 4-2                                            | Blackburn Park Road  | 17 oktober 1885 |
| Gainsborough Trinity    | 4-1                                            | Grantham             | 24 oktober 1885 |

### Replays
| Thuisclub       | Uitslag   | Bezoekers         | Datum           |
| --------------- | --------- | ----------------- | --------------- |
| Darwen          | 4-0       | Derby Junction    | 7 november 1885 |
| Crewe Alexandra | 1-0       | Stoke             | 7 november 1885 |
| Romford         | 3-0       | Hanover United    | 7 november 1885 |
| Church          | 2-2       | Blackburn Olympic | 4 november 1885 |
| Church          | 3-1       | Blackburn Olympic | 9 november 1885 |
| Staveley        | Walk-over | Mexborough        |                 |
| Notts Rangers   | 4-0       | Lockwood Brothers | 7 november 1885 |
| Bradshaw        | 1-1       | Hurst             | 4 november 1885 |
| Hurst           | 3-2       | Bradshaw          | 9 november 1885 |
| Notts Olympic   | 4-1       | Notts Wanderers   | 7 november 1885 |

## Tweede ronde
| Thuisclub               | Uitslag                           | Bezoekers               | Datum            |
| ----------------------- | --------------------------------- | ----------------------- | ---------------- |
| Preston North End       | 11-3                              | Astley Bridge           | 18 november 1885 |
| Marlow                  | 6-1                               | Old Etonians            | 21 november 1885 |
| Clapham Rovers          | Bye                               |                         |                  |
| Swifts                  | 5-1                               | Rochester               | 21 november 1885 |
| Druids                  | 2-2                               | Burslem Port Vale       | 21 november 1885 |
| Old Wykehamists         | 10-0                              | Luton Wanderers         | 21 november 1885 |
| Old Harrovians          | 2-1                               | Old Foresters           | 21 november 1885 |
| Notts County            | 8-0                               | Sheffield               | 21 november 1885 |
| Nottingham Forest       | 4-1                               | Notts Olympic           | 21 november 1885 |
| Romford                 | Bye                               |                         |                  |
| Brentwood Town          | 6-1                               | Lancing Old Boys        | 14 november 1885 |
| Blackburn Rovers        | 1-0                               | Oswardthistle Rovers    | 21 november 1885 |
| Old Carthusians         | 6-0                               | Upton Park              | 21 november 1885 |
| Small Heath Alliance    | 3-1                               | Darwen                  | 14 november 1885 |
| Sheffield Heeley        | 1-6                               | Notts Rangers           | 21 november 1885 |
| Grimsby Town            | 8-0                               | Darlington              | 21 november 1885 |
| South Shore             | Walk-over                         | Queen's Park            |                  |
| Church                  | Walk-over                         | Third Lanark            |                  |
| Oswestry Town           | 1-1                               | Crewe Alexandra         | 21 november 1885 |
| South Reading           | 1-1                               | Clapton                 | 21 november 1885 |
| Old Westminsters        | 3-0                               | Old Brightonians        | 21 november 1885 |
| Redcar                  | 2-0                               | Lincoln Lindum          | 21 november 1885 |
| Wolverhampton Wanderers | 4-2                               | Stafford Road           | 21 november 1885 |
| Rossendale              | 9-1                               | Padiham                 | 21 november 1885 |
| Derby Midland           | 1-3                               | Walsall Swifts          | 21 november 1885 |
| Davenham                | 8-1                               | Macclesfield Town       | 21 november 1885 |
| Hurst                   | 3-1 Match void                    | Halliwell               | 18 november 1885 |
| Long Eaton Rangers      | 1-4                               | Staveley                | 21 november 1885 |
| West Bromwich Albion    | 3-2                               | Wednesbury Old Athletic | 21 november 1885 |
| Leek                    | Walk-over                         | Newtown                 |                  |
| Derby County            | 2-0                               | Aston Villa             | 14 november 1885 |
| Darwen Old Wanderers    | 2-1                               | Accrington              | 21 november 1885 |
| Rawtenstall             | 3-3 Rawtenstall gediskwalificeerd | Bolton Wanderers        | 21 november 1885 |
| Gainsborough Trinity    | 1-2                               | Middlesbrough           | 21 november 1885 |

### Replays
| Thuisclub         | Uitslag                    | Bezoekers | Datum            |
| ----------------- | -------------------------- | --------- | ---------------- |
| Burslem Port Vale | 5-1                        | Druids    | 28 november 1885 |
| Crewe Alexandra   | Oswestry gediskwalificeerd | Oswestry  |                  |
| South Reading     | Clapton gediskwalificeerd  | Clapton   |                  |
| Halliwell         | Walk-over                  | Hurst     |                  |

## Derde ronde
| Thuisclub               | Uitslag                                 | Bezoekers            | Datum            |
| ----------------------- | --------------------------------------- | -------------------- | ---------------- |
| Marlow                  | Beide Teams gediskwalficeerd            | Old Wykehamists      |                  |
| Swifts                  | Old Harrovians gediskwalificeerd        | Old Harrovians       |                  |
| Notts County            | 3-0                                     | Notts Rangers        | 12 december 1885 |
| Brentwood               | Bye                                     |                      |                  |
| Blackburn Rovers        | 6-1                                     | Darwen Old Wanderers | 5 december 1885  |
| Old Carthusians         | Bye                                     |                      |                  |
| Staveley                | 2-1                                     | Nottingham Forest    | 12 december 1885 |
| Small Heath Alliance    | 4-2                                     | Derby County         | 12 december 1885 |
| Bolton Wanderers        | 2-3 Preston North End gediskwalificeerd | Preston North End    | 12 december 1885 |
| Church                  | 5-1                                     | Rossendale           | 12 december 1885 |
| Halliwell               | 1-6                                     | South Shore          | 19 december 1885 |
| South Reading           | Clapham Rovers gediskwalificeerd        | Clapham Rovers       |                  |
| Old Westminsters        | 5-1                                     | Romford              | 12 december 1885 |
| Redcar                  | Bye                                     |                      |                  |
| Wolverhampton Wanderers | 2-1                                     | Walsall Swifts       | 12 december 1885 |
| Davenham                | 2-1                                     | Crewe Alexandra      | 12 december 1885 |
| Middlesbrough           | 2-1                                     | Grimsby Town         | 19 december 1885 |
| West Bromwich Albion    | Bye                                     |                      |                  |
| Leek                    | 2-3                                     | Burslem Port Vale    | 19 december 1885 |

### Replay derde ronde
| Thuisclub         | Uitslag   | Bezoekers | Datum |
| ----------------- | --------- | --------- | ----- |
| Burslem Port Vale | Walk-over | Leek      |       |

## Vierde ronde
| Thuisclub            | Uitslag | Bezoekers               | Datum          |
| -------------------- | ------- | ----------------------- | -------------- |
| Swifts               | Bye     |                         |                |
| Notts County         | Bye     |                         |                |
| Blackburn Rovers     | Bye     |                         |                |
| Old Carthusians      | Bye     |                         |                |
| Staveley             | Bye     |                         |                |
| Small Heath Alliance | Bye     |                         |                |
| Bolton Wanderers     | Bye     |                         |                |
| South Shore          | Bye     |                         |                |
| Church               | Bye     |                         |                |
| South Reading        | 0-3     | Brentwood               | 2 januari 1886 |
| Old Westminsters     | Bye     |                         |                |
| Redcar               | Bye     |                         |                |
| Davenham             | Bye     |                         |                |
| Middlesbrough        | Bye     |                         |                |
| West Bromwich Albion | 3-1     | Wolverhampton Wanderers | 2 januari 1886 |
| Burslem Port Vale    | Bye     |                         |                |

## Vijfde ronde
| Thuisclub            | Uitslag                            | Bezoekers            | Datum           |
| -------------------- | ---------------------------------- | -------------------- | --------------- |
| Blackburn Rovers     | 7-1                                | Staveley             | 23 januari 1886 |
| South Shore          | 2-1                                | Notts County         | 23 januari 1886 |
| Church               | 2-6                                | Swifts               | 16 januari 1886 |
| Old Westminsters     | Bolton Wanderers gediskwalificeerd | Bolton Wanderers     |                 |
| Redcar               | 2-1                                | Middlesbrough        | 23 januari 1886 |
| Davenham             | 1-2                                | Small Heath Alliance | 16 januari 1886 |
| West Bromwich Albion | 1-0                                | Old Carthusians      | 23 januari 1886 |
| Burslem Port Vale    | 2-1                                | Brentwood            | 16 januari 1886 |

### Replays
| Thuisclub | Uitslag   | Bezoekers         | Datum           |
| --------- | --------- | ----------------- | --------------- |
| Brentwood | 4-4       | Burslem Port Vale | 30 januari 1886 |
| Brentwood | Walk-over | Burslem Port Vale |                 |

## Zesde ronde
| Thuisclub            | Uitslag | Bezoekers        | Datum            |
| -------------------- | ------- | ---------------- | ---------------- |
| Brentwood            | 1-3     | Blackburn Rovers | 27 februari 1886 |
| Small Heath Alliance | 2-0     | Redcar           | 13 februari 1886 |
| South Shore          | 1-2     | Swifts           | 13 februari 1886 |
| West Bromwich Albion | 6-0     | Old Westminsters | 13 februari 1886 |

## Halve finale
| Thuisclub            | Uitslag | Bezoekers            | Datum         |
| -------------------- | ------- | -------------------- | ------------- |
| Blackburn Rovers     | 2-1     | Swifts               | 13 maart 1886 |
| West Bromwich Albion | 4-0     | Small Heath Alliance | 6 maart 1886  |

## Finale
| Thuisclub        | Uitslag | Bezoekers            | Datum        |
| ---------------- | ------- | -------------------- | ------------ |
| Blackburn Rovers | 0-0     | West Bromwich Albion | 3 april 1886 |

### Replay
| Thuisclub        | Uitslag | Bezoekers            | Datum         |
| ---------------- | ------- | -------------------- | ------------- |
| Blackburn Rovers | 2-0     | West Bromwich Albion | 10 april 1886 |